# Turoweć
Turoweć (ukr. Туровець) – wieś na Ukrainie, w obwodzie żytomierskim, w rejonie żytomierskim, w hromadzie Stanysziwka. W 2001 liczyła 244 mieszkańców, spośród których 239 wskazało jako ojczysty język ukraiński, 3 rosyjski, a 2 ormiański.